# Lupita Jones
Maria Guadalupe Jones Garay (Mexicali, 6 de setembro de 1967), conhecida como Lupita Jones, é uma rainha da beleza e empresária mexicana, eleita Miss Universo em 1991. Foi a primeira mulher do país a conquistar este título. Atualmente é a diretora e coordenadora-geral do Nuestra Belleza Mexico, o concurso nacional de beleza do México.

## Biografia
Nascida na Baja California, única mulher entre quatro irmãos, filha de Rolando Jones e María Dolores Garay, Lupita disse que seu pai lhe contou uma história de que quando a viu pela primeira vez disse: "Nasceu a primeira Miss Universo do México".
Aos 9 anos de idade, Lupita começou a praticar equitação em sua cidade natal. Sua vida ocorreu normalmente, desenvolvendo o gosto pela equitação, dança, natação e moda.
Antes de se tornar Miss, Lupita estudou administração de empresas e fez pós-graduação em administração industrial no Centro de Enseñanza Técnica y Superior, em sua cidade natal de Mexicali.

## Miss Universo 1991
Representando o estado de Baja California, Jones ganhou o título de Señorita México (Miss México), em setembro de 1990.
Poucos meses depois, em 17 de maio de 1991, em Las Vegas, Nevada, ela e outras 72 concorrentes disputaram o título de Miss Universo em 1991. Lupita se tornou a favorita entre os juízes evenceu o concurso derrotando as 72 candidatas de todo mundo para tornar-se a primeira mexicana a conquistar a coroa universal da beleza, vencendo todas as etapas preliminares, de trajes de banho, vestido de noite e entrevistas.

## Vida posterior
Lupita Jones teve um reinado de grande sucesso e tornou-se muito popular nos países latino-americanos, o melhor mercado do Miss Universo. Ela trabalhou duramente para levar o concurso para o México em 1993, e em 1994 fundou e tornou-se a diretora nacional do Nuestra Belleza Mexico, o concurso nacional de beleza que indica mulheres mexicanas para o Miss Universo, Miss Mundo e Miss Internacional, em pareceria com o grupo Televisa. Sob sua direção, o México passou a ter um sucesso nos mais importantes concursos internacionais de beleza que nunca tivera antes, culminando com a conquista, dezenove anos depois de Lupita, de uma segunda coroa do Miss Universo com Ximena Navarrete, em 2010, na mesma cidade, Las Vegas, onde Jones foi a pioneira mexicana.
No ano 2000, Lupita engajou-se no trabalho de apoio à famílias de meninas pobres e doentes do México, através do Sistema Nacional para el Desarrollo Integral de la Familia (SNDIF), tornando-se embaixadora da Boa Vontade do Fundo de População das Nações Unidas.
Em outubro de 2006, ela inovou em seu concurso e no mundo dos concurso de beleza internacionais, declarando que o NBM passaria a partir dali a proibir a participação de candidatas anoréxicas em seu concurso de beleza, de maneira a combater distúrbios como a bulimia e a anorexia. Um dos fatos que levaram à essa sua decisão, foi a morte, semanas antes, da modelo brasileira Ana Carolina Reston, causada por anorexia. A modelo de 1,74 pesava 40 kg quando morreu.